# 浙江省消防救援总队
浙江省消防救援总队，加挂浙江省消防救援局牌子，是中华人民共和国浙江省的消防救援机构，由中华人民共和国应急管理部与浙江省人民政府双重领导，承担浙江省的火灾扑救、消防监督、抢险救援等职责。

## 历史沿革
浙江省消防救援总队前身是浙江省公安消防总队（中国人民武装警察部队浙江省消防总队）。
2018年3月，《深化党和国家机构改革方案》公布，公安消防部队全部退出现役，成建制划归应急管理部，承担灭火救援和其他应急救援工作，现役编制全部转为行政编制。10月9日，公安消防部队移交应急管理部交接仪式举行。2018年12月29日，江苏省消防救援总队举行授旗授衔和换装仪式。2019年12月26日，浙江省消防救援总队正式挂牌。
2024年6月，各消防救援总队、支队、大队加挂驻地省、市、县三级消防救援局牌子，浙江省消防救援总队加挂浙江省消防救援局牌子。

## 职责
根据《消防救援队伍总队及以下单位机构编制方案》，浙江省消防救援总队承担下列职责：
1. 承担城乡综合性消防救援工作，负责指挥调度相关灾害事故救援行动，承担重要会议、大型活动消防安全保卫工作。
2. 承担火灾预防、消防监督执法以及火灾事故调查处理相关工作，依法行使消防安全综合监管职能，推动落实消防安全责任制。
3. 参与拟订消防专项规划，参与起草地方性消防法规、规章草案并监督实施。
4. 负责消防救援队伍综合性消防救援预案编制、战术研究和执勤备战、训练演练等工作。
5. 负责消防救援信息化和应急通信建设，承担综合性消防救援行动应急通信保障工作。
6. 负责消防安全宣传教育，组织指导社会消防力量建设。
7. 负责消防应急救援专业队伍规划、建设与调度指挥，参与组织协调动员各类社会救援力量参加救援任务。
8. 负责消防救援队伍建设与管理。
9. 完成应急管理部和所在省（区、市）党委政府交办的相关任务。

## 组织机构
根据《消防救援队伍总队及以下单位机构编制方案》，浙江省消防救援总队属于二类总队。

### 机关内设机构
浙江省消防救援总队机关设有灭火救援指挥部、政治部以及15个业务处（室）。
- 灭火救援指挥部
  - 指挥中心[7]
  - 作战训练处（特种灾害救援处）[8]
  - 信息通信处
- 政治部
  - 组织教育处
  - 人事处[9]
  - 队务处
- 办公室
- 纪检督察室
- 审计室[10]
- 防火监督处[11]
- 法制与社会消防工作处
- 火调技术处[12]
- 新闻宣传处
- 后勤装备处
- 财务处

此外，总队机关还设有1个应急通信与车辆勤务大队。

### 消防救援支队
浙江省消防救援总队下辖有14个支队，包括11个地级市消防救援支队、1个县级市消防救援支队（义乌市消防救援支队）、1个训练与战勤保障支队和中国救援浙江机动专业支队，各消防救援支队下辖114个县、市、区消防救援大队。
- 中国救援浙江机动专业支队
- 杭州市消防救援支队
- 宁波市消防救援支队
- 温州市消防救援支队
- 嘉兴市消防救援支队
- 湖州市消防救援支队
- 绍兴市消防救援支队
- 金华市消防救援支队
- 衢州市消防救援支队
- 丽水市消防救援支队
- 台州市消防救援支队
- 舟山市消防救援支队
- 义乌市消防救援支队
- 浙江省消防救援总队训练与战勤保障支队

## 救援力量
浙江省消防救援总队共编制消防救援站200个；截至2020年，实有消防救援站304个。
截至2020年，浙江省消防救援总队共有消防车辆1845辆，消防船艇173艘，各类器材装备56.7万件套。
根据《消防救援队伍总队及以下单位机构编制方案》，浙江省消防救援总队为二类总队，编制总额5920人，其中干部2009人、消防员3911人。截至2020年，浙江省消防救援总队实有干部2120人、消防员2920人，另有政府专职消防员4928人、消防文员1929人。